# 短尾江魟
短尾江魟（學名：Potamotrygon brachyura），為軟骨魚綱板鰓亞綱江魟科的其中一種，分布於南美洲阿根廷、巴西、巴拉圭和烏拉圭的烏拉圭河、巴拉圭河、巴拉那河與拉普拉塔河流域，本魚體呈圓盤狀，背部隆起，圓盤直徑可達約1.9公尺，重量可達220公斤，體褐色，背上有黑邊的龜殼紋路深色圖案，可用作偽裝，尾巴肌肉發達且粗，基部佈滿短刺，末端有毒刺，體長可達95公分，棲息在河川底部，屬肉食性，以軟體動物、甲殼類、水生昆蟲及魚類為食，可做為觀賞魚及食用魚。